# تلمبة مهدي قلي كي منش (بختاجرد)
تلمبة مهدي قلي كي منش (بالإنجليزية: Tolombeh-ye Mehdi Qoli Key Manesh)‏ هي منطقة سكنية تقع في إيران في فارس. يقدر عدد سكانها بـ 23 نسمة .